# Mammillaria armillata
Mammillaria armillata är en kaktusväxtart som beskrevs av K. Brandegee. Mammillaria armillata ingår i släktet Mammillaria och familjen kaktusväxter. Inga underarter finns listade i Catalogue of Life.

## Bildgalleri

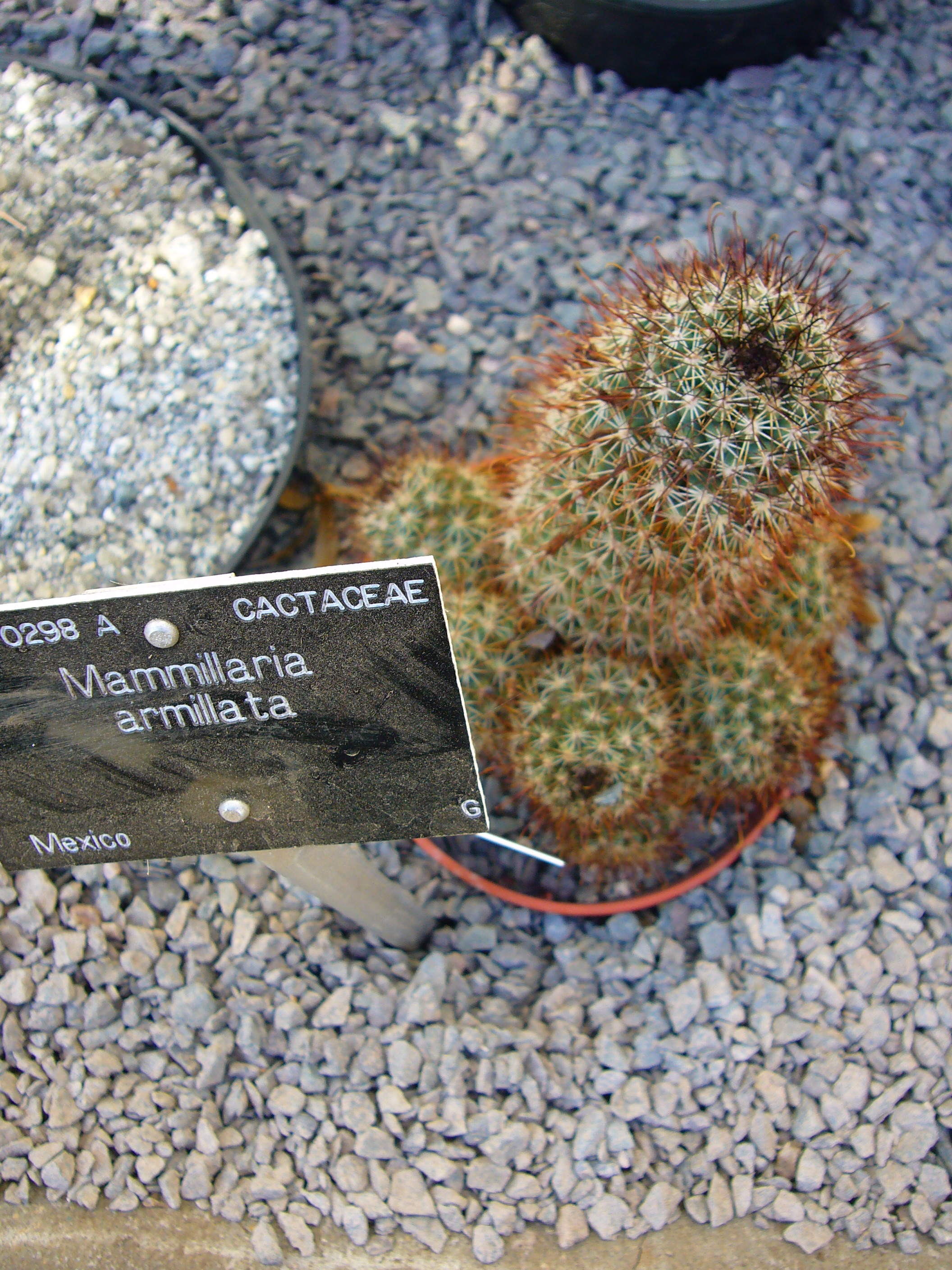
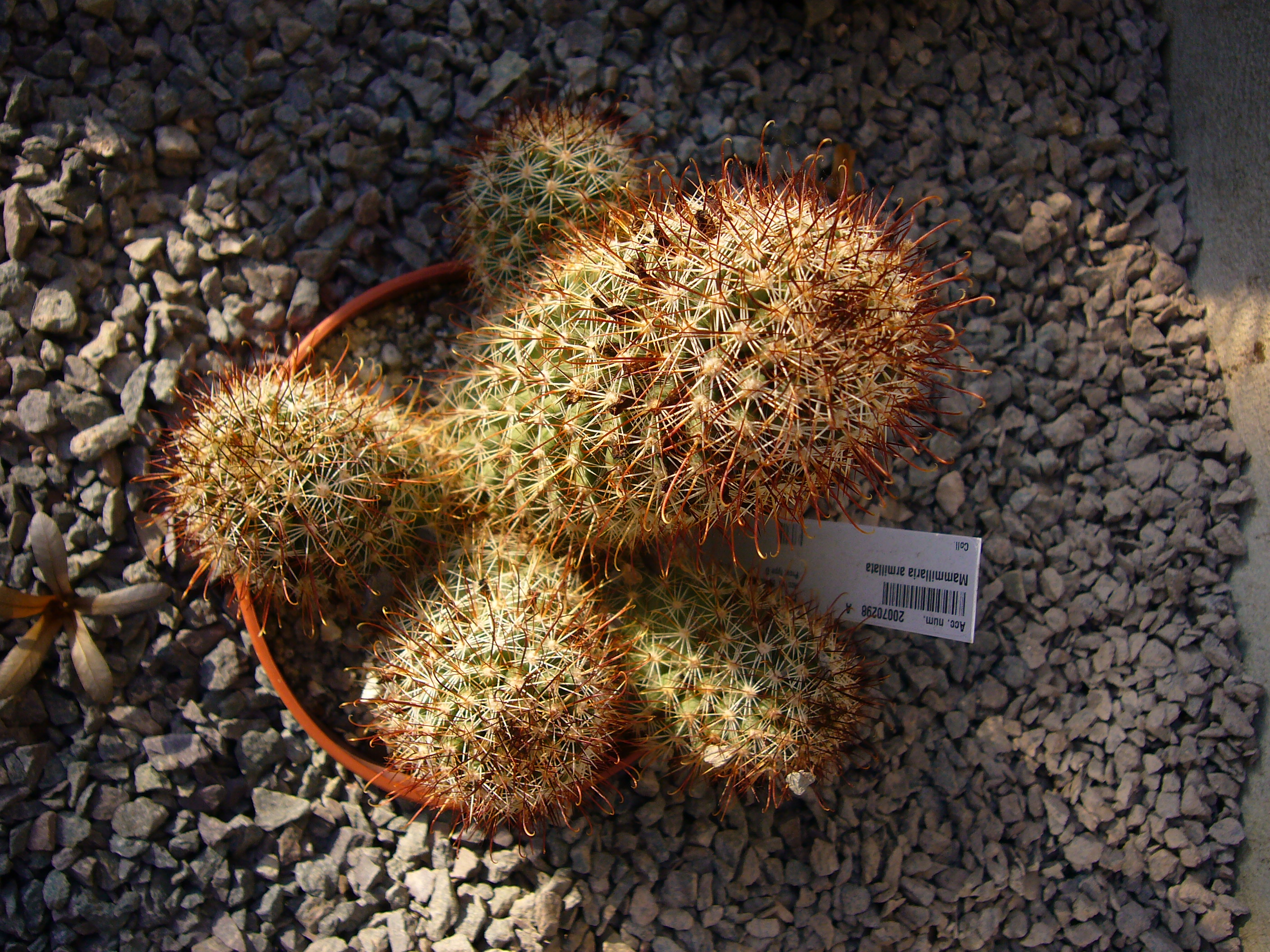